# Manoir de la Commanderie
Le manoir de la Commanderie est une demeure, pour partie du XIVe siècle, qui se dresse sur le territoire de la commune française de Thiéville, dans le département du Calvados, en région Normandie. L'édifice est partiellement inscrit au titre des monuments historiques.

## Localisation
Le manoir est situé à 100 mètres au nord de l'église Saint-Martin de Thiéville, dans le département français du Calvados.

## Description
Le manoir a conservé des parties du XIVe siècle.

## Protection
Le bâtiment principal et la tourelle d'escalier sont inscrits au titre des monuments historiques par arrêté du 20 mai 1927.